# Medal of Honor : Avant-garde
 (juillet 2015).
Si vous disposez d'ouvrages ou d'articles de référence ou si vous connaissez des sites web de qualité traitant du thème abordé ici, merci de compléter l'article en donnant les références utiles à sa vérifiabilité et en les liant à la section « Notes et références ».
Medal of Honor : Avant-garde (en anglais, Medal of Honor: Vanguard) est un jeu vidéo développé par EA Los Angeles et édité par Electronic Arts. Il s’agit d’un jeu de tir à la première personne sorti en 2007 sur PlayStation 2 et Wii. Il fait partie de la série Medal of Honor.
Le jeu se déroule durant la seconde Guerre mondiale.

## Trame
Vous incarnez le soldat Keegan et vous êtes dans les forces de la division aéroportée.
Une première mission se déroule en Italie puis vous visiterez les Pays-Bas avant de finir en Allemagne derrière les lignes ennemies.

## Système de jeu
Le jeu partage beaucoup de points communs en termes de gameplay avec Medal of Honor: Airborne. Les joueurs ont la possibilité de personnaliser leurs armes, comme en ajoutant une lunette télescopique à un fusil M1 Garand ou un chargeur tambour à une mitraillette Thompson, bien que ces améliorations ne soient disponibles que pour certain niveaux. 
Au début de chaque mission, les joueurs sont parachutés sur le champ de bataille (à l'exception de l'utilisation d'un planeur au début de l'Invasion de Normandie) et ont la possibilité d'atterrir à l'endroit voulu en guidant le parachute. Lorsque le joueur atterrit aux endroits marqués d'une fumée verte, ils peuvent s'équiper dès le début de la mission d'armes, améliorations et munitions. Les missions peuvent se jouer différemment selon l'endroit où le joueur atterrit et les armes qu'il en obtient. 
Niveau contenu, les jeux sont exactement les mêmes, bien que la version Wii propose des commandes par reconnaissance de mouvement pour accomplir certaines actions (s'accroupir, recharger, sauter...).